# Ross Ulbricht
Ross William Ulbricht, noto anche con lo pseudonimo di Dread Pirate Roberts (Austin, 27 marzo 1984), è un criminale e informatico statunitense.
Fu il gestore di un negozio online sul darknet (la parte "oscura di internet"), meglio conosciuto per essere stato condannato per aver creato e gestito il sito web Silk Road fino al giorno del suo arresto. Era conosciuto sul web sotto lo pseudonimo di "Dread Pirate Roberts", tratto dal personaggio di La principessa sposa, romanzo fantasy/rosa del 1973, adattato nel film La storia fantastica del 1987.
Ulbricht è stato condannato per riciclaggio di denaro, computer hacking, traffico di documenti d'identità falsi e per traffico di droga nel febbraio del 2015. Dal 2017 al 2025 ha scontato una pena all'ergastolo senza possibilità di liberazione condizionale. Il 21 gennaio 2025 il neopresidente Donald Trump ha firmato un ordine esecutivo con il quale si concede la grazia ad Ulbricht, ponendo così fine alla sua detenzione.

## Biografia
Cresciuto nell'area metropolitana di Austin, ha militato nei Boy scout, raggiungendo il grado di capo scout. Ha studiato alla West Ridge Middle School e, successivamente, alla Westlake High School in Austin, Texas dove si è diplomato nel 2002. Poi ha frequentato la Università del Texas a Dallas dove ha completato il corso di studi e dove si è laureato nel 2006, ottenendo una laurea quadriennale (bachelor's degree) in fisica. Successivamente è passato a studiare all'Università della Pennsylvania, dove si è iscritto al master in scienze materiali ed ingegneria e dove ha studiato anche cristallografia. Mentre stava terminando i suoi studi Ulbricht perse gradualmente interesse per le materie che stava studiando e prese ad interessarsi alle teorie economiche libertarie. In particolare Ulbricht aderì alla filosofia politica di Ludwig Von Mises e supportò Ron Paul. Partecipò anche attivamente ai dibattiti che si tenevano al college per poter discutere le sue idee sull'economia.
Ulbricht, comunque, ottenne il master all'Università della Pennsylvania nel 2009 e, in seguito, ritornò ad Austin. Successivamente, trovando il tipico lavoro fisso del tutto insoddisfacente, cercò di diventare un imprenditore, ma il suo primo tentativo di avviare un suo proprio giro d'affari fallì. A causa di questo si associò ad un suo amico perché lo aiutasse ad avviare un negozio di libri usati online: il sito prese il nome di Good Wagon Books. Ottenne però, anche stavolta, magri guadagni, inoltre, nello stesso tempo, si ruppe definitivamente il rapporto con la sua fidanzata conosciuta all'Università della Pennsylvania.

### Silk Road, arresto e processo
"Dread Pirate Roberts" prese ispirazione per creare il sito di vendita on line Silk Road dal libro di fantascienza Alongside Night di J. Neil Schulman e dai lavori di Samuel Edward Konkin III. Già prima del 2009 Ulbricht stava pensando all'idea di avviare un negozio online ma come mercato nero dove si dovessero utilizzare Tor e i bitcoin per poter sfuggire ai controlli delle forze dell'ordine. Tor è un protocollo attraverso il quale è possibile crittografare i dati e i percorsi del traffico internet attraverso server che rendono impossibile risalire agli indirizzi IP dei computer usati per poter così raggiungere un sito nel totale anonimato. In questo modo, creando il suo negozio online su un sito Tor, Ulbricht sarebbe stato nel più completo anonimato, avendo il suo IP nascosto. Il bitcoin è una criptovaluta le cui transazioni vengono annotate in un database, la Blockchain che è pubblico; l'idea che Bitcoin aiuti a garantire l'anonimato è un falso mito. In realtà è proprio l'esatto opposto. Bitcoin nasce per garantire la trasparenza di tutte le transazioni.
Ulbricht iniziò a lavorare allo sviluppo del suo negozio online nel 2010 come progetto da portare avanti in contemporanea al sito di rivendita online di libri usati Good Wagon Books. Tenne sporadicamente anche un diario durante la fase di creazione e di crescita del sito Silk Road; come prima cosa descrisse la sua situazione prima della creazione del sito Silk Road e predisse che avrebbe fatto dell'anno 2011 "un anno di prosperità" grazie alle sue imprese. Ulbricht ha anche incluso riferimenti a Silk Road sulla sua pagina di Linkedin (un social network) dove ha discusso del suo desiderio "di usare la teoria economica come mezzo per poter abolire l'uso della coercizione e dell'aggressività fra gli uomini" e dichiarò "Io sto creando una simulazione di un'economia affinché sia possibile dare alle persone un'esperienza di prima mano di come sarebbe poter vivere in un mondo dove non esista l'uso sistemico della forza". Per l'autore Nathaniel Popper la creazione di Silk Road fu semplicemente un atto di pura disperazione dopo che Ulbricht, finito il college, aveva buttato gran parte dei suoi risparmi nei suoi affari fallimentari. Ulbricht si trasferì a San Francisco prima del suo arresto.

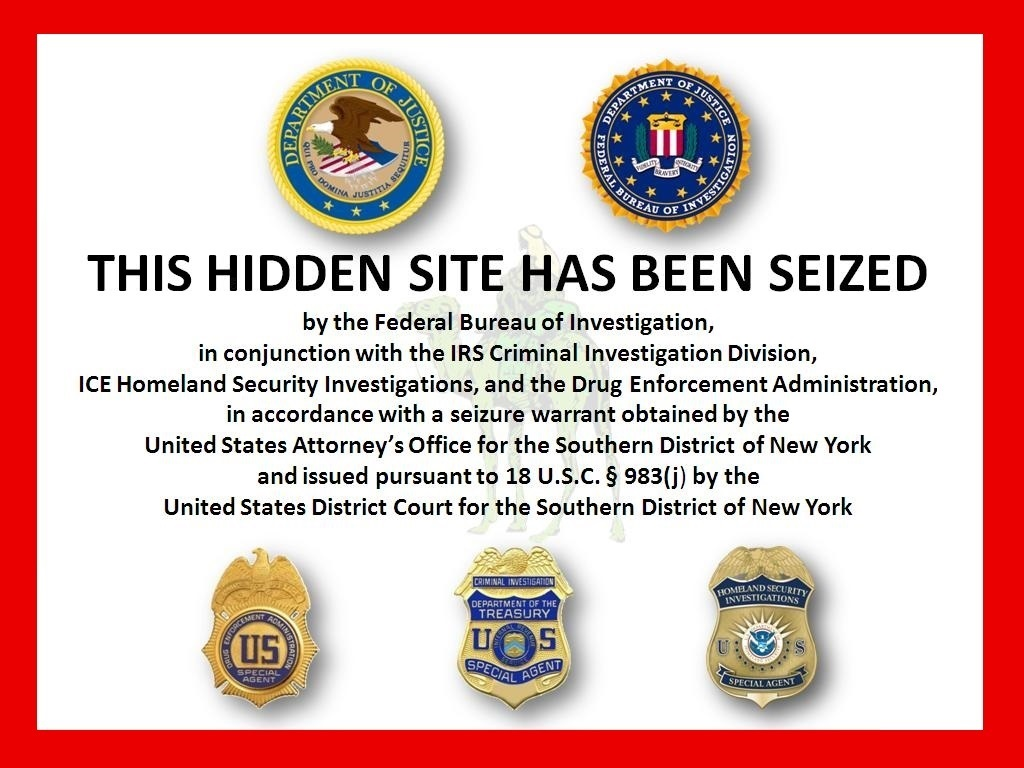
Immagine che appariva all'apertura del sito Silk Road dopo la sua cancellazione avvenuta subito dopo l'arresto di Ulbricht (Dread Pirate Roberts).

Ulbricht fu collegato per la prima volta a "Dread Pirate Roberts" da Gary Alford, un investigatore dell'IRS, che stava lavorando con la DEA proprio riguardo al caso di Silk Road, a metà del 2013. Nell'ottobre del 2013 Ulbricht venne arrestato ed accusato dalla FBI di essere la mente creatrice del sito Silk Road. Ulbricht fu arrestato quando si trovava nella sezione Glen Park della biblioteca pubblica di san Francisco.
Per poter evitare che Ulbricht crittografasse od eliminasse i dati riferiti al sito Silk Road dal computer portatile che stava utilizzando nella biblioteca, semmai si fosse accorto che stava per essere arrestato, due agenti finsero di litigare nella biblioteca. Quando fu distratto dal litigio dei due, un altro agente prese il suo computer e vi inserì subito una chiavetta USB nella quale copiò tutti i dati presenti nell'hard disk del computer. L'agente Chris Tarbell, infine, presentò ad Ulbricht il mandato per il suo arresto. Su Silk Road, infatti, vengono venduti droghe, ogni tipo di pornografia, prodotti contraffatti, documenti falsi e, a partire dal marzo 2012, è possibile acquistarvi anche ogni genere di armi. Il sito, comunque, è "specializzato" soprattutto nella vendita di droghe quali la MDMA, l'eroina e la cannabis. Per questo motivo Silk Road è stato anche soprannominato l'Amazon delle droghe e ha guadagni pari a 2 milioni di dollari al mese.
Ulbricht, quindi, fu accusato di riciclaggio di denaro, computer hacking, traffico di droga e di aver stipulato contratti per assoldare degli assassini. Quest'ultima accusa, tuttavia, è stata rimossa dalle imputazioni a suo carico, anche se vi erano prove anche a sostegno di questo reato e furono tenute di conto durante la stesura della sentenza processuale. Ulbricht è stato condannato per tutte le altre accuse rimanenti tramite un processo con giuria che si è concluso nel febbraio 2015. È stato condannato all'ergastolo senza possibilità di liberazione condizionale il 29 maggio 2015. I suoi avvocati hanno presentato ricorso in appello il 12 gennaio 2016 dichiarando che l'accusa nascose illegalmente l'evidenza delle prove dei reati commessi dagli agenti della DEA durante l'inchiesta su Silk Road che ha portato alla condanna di Ulbricht, e che per tali reati gli agenti erano stati anche condannati. La data per l'audizione orale del processo d'appello fu fissata per il 6 ottobre 2016. Sia il suo appello presso la Corte d'Appello del 2017 che quello presso la Corte Suprema del 2018 sono stati rigettati.
Il procuratore ha ritenuto che nessuno dei sei contratti stipulati per assoldare un killer, per i quali Ulbricht era accusato, siano stati effettivamente onorati, con il conseguente omicidio della vittima, nonostante ciò Ulbricht ha dovuto pagare 730.000 dollari per averli stipulati. Ulbricht dovrà anche affrontare un altro processo separato pendente nel Maryland sempre per l'accusa di aver procurato killer tramite il suo sito. Le altre 5 accuse di questo genere pendenti a suo carico non sono ancora state depositate in tribunale.
Durante il processo a suo carico era detenuto nel Metropolitan Correctional Center di New York, per poi essere trasferito nel carcere federale ad alta sicurezza di Florence, Colorado (da non confondersi col vicino carcere di massima sicurezza ADX Florence) e infine presso il penitenziario federale di Tucson, Arizona.
Il 25 maggio 2024, durante la convention libertariana tenutasi a Washington, il candidato repubblicano (poi eletto) alla presidenza Donald Trump ha promesso di concedere la grazia ad Ulbricht se eletto. Il 21 gennaio 2025, dopo solo un giorno in carica, Trump firma la grazia incondizionata per Ulbricht, ponendo così fine alla sua detenzione durata quasi dodici anni.

## Nei media
La vicenda di Ulbricht viene narrata nel film del 2021 Silk Road.